# Tenis
Tenis (angl. tennis < angl. tenes, tenetz < fr. tenez! = berte, držte! (imperativ pl. slova držet)), označovaný také jako bílý sport, je míčová hra pro 2 nebo 4 hráče. Varianta se 2 hráči se nazývá dvouhra, varianta se 4 hráči pak čtyřhra. Hraje se také smíšená čtyřhra, při které v každé dvojici hraje jedna žena a jeden muž.
Soupeři stojí proti sobě, na obdélníkovém hřišti (tenisovém dvorci) a pokoušejí se odrazit tenisový míček tenisovou raketou do pole tak, aby jej soupeř nemohl vrátit nebo aby se míčkem trefil vedle tenisového dvorce (do autu).
Tenis patří k olympijským sportům. Z tenisu se vyvinulo několik podobných sportů hraných zejména pod střechou na speciálním kurtu např.: plážový tenis.

## Charakteristika hry

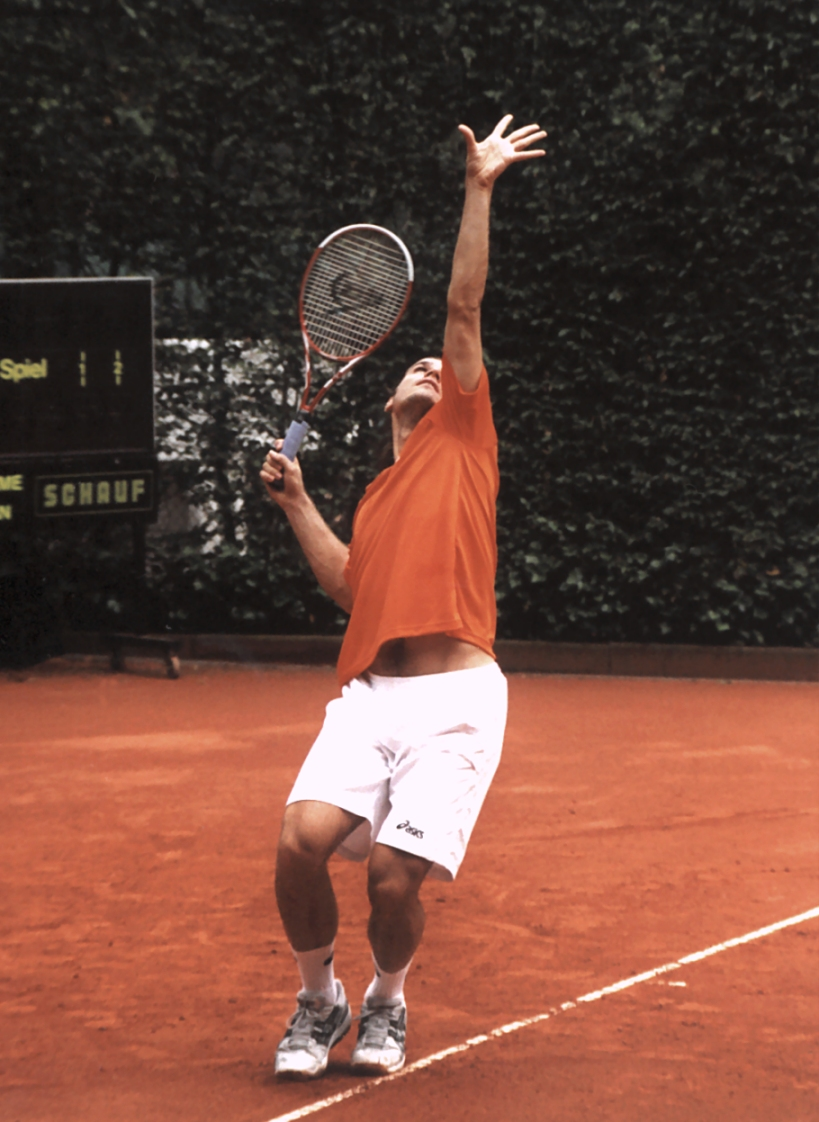
Tenisový servis

Tenis je velmi elegantní míčová hra, kterou mohou hrát dva nebo čtyři hráči. Ke hře je zapotřebí tenisová raketa, míček, tenisový dvorec a tenisová síť. Hráči tenisu mohou být jakéhokoliv věku, výšky, váhy či pohlaví. Avšak na profesionální úrovni hrají muži a ženy zvlášť, výjimku však tvoří turnaje, kde proti sobě ve čtyřhře nastoupí muž i žena na každé straně. Této čtyřhře se říká „smíšená čtyřhra“ nebo „mix“. Hlavním úkolem je co nejlépe vrátit míč na soupeřovu polovinu dvorce tak, aby ho soupeř vůbec nezahrál či nedoběhl, případně aby mu vrácení míče dělalo potíže. Ve srovnání s jinými sporty se tenis hraje se střední intenzitou. Zápas může trvat desítky minut, ale taky klidně několik hodin. Při tenisové hře se rozvíjí vůle, cílevědomost, rychlý odhad situace, spoléhání na svoji fyzickou připravenost, taktické myšlení, schopnost dlouhého soustředění a hlavně vnitřní klid.

### Hra
Samotná hra nastává při získání gamu (hry) (viz Bodování) pro jednoho z hráčů.

### Bodování
Cílem hry je získat požadovaný počet setů (sad) dříve než soupeř. Zápas se hraje nejčastěji na 2 vítězné sety (sady). Organizátor soutěže však může rozhodnout jinak, v tom případě pak hráč potřebuje k vítězství získat 3 sety (sady), např. muži na grandslamových turnajích nebo v utkáních Davisova poháru.
Získá-li hráč bod, je stav 15:0; získá-li druhý, je stav 30:0; získá-li třetí, je stav 40:0; získá-li čtvrtý bod, vyhrává game (hru). Pokud je stav 40:40, tzv. shoda, nejbližší bod se počítá jako výhoda pro toho hráče, který jej získal. Získá-li týž hráč následující bod, vyhrává hru. Když jej nezíská, je opět shoda.
Hráč, který získá nejméně 6 gamů (her) a zároveň vede alespoň o 2 gamy (hry) (např. 6:4 nebo 7:5), získává set (sadu). V roce 1965 James Van Alen vymyslel pro zrychlení hry následující pravidlo: Za stavu sety (sady) 6:6 se hraje jeden poslední game (hra) setu, tzv. tiebreak. V něm se zvláštním způsobem střídají podání a strany hřiště a vyhraje jej hráč, který v něm získá nejméně 7 bodů a zároveň vede alespoň o 2 body (např. 7:3 nebo 10:8). Vítěz tiebreaku získává sadu 7:6. Jen v závěrečné sadě zápasu určitých turnajů se pravidlo tiebreaku vynechává, popřípadě se tiebreak hraje až za shody vyšší než 6:6 (např. na Wimbledonu se od ročníku 2019 hraje v posledním setu tiebreak až za stavu 12:12, do té doby je možno vyhrát tento set a tím celý zápas vedením o dvě hry např. 10:8). Zatím dosud nejdelší sada se odehrála na Wimbledonu, zahrál si ji John Isner a Nicolas Mahut, vyhrál John Isner (70:68). Celý zápas se hrál 3 dny.
V pravidlech tenisu jsou uvedeny další doplňkové metody počítání skóre. Např. hra bez výhod, krátké sety (do 4 her), tie-break nebo královský tie-break (do 10 bodů) místo rozhodující sady za nerozhodného stavu.

### Pravidla
- Hráč nesmí na soupeřovu stranu (nesmí ani tenisovou raketou přes síť na soupeřovu polovinu).
- Při servisu tenista nesmí přešlápnout čáru a musí trefit křížem na první pole. Na podání má dva pokusy.
- Hráč musí při hře umístit míč do kurtu.

### Nejčastější chyby ve hře
Nastává při získání gamu (hry) (viz Bodování) pro jednoho z hráčů.
- druhé podání nedopadlo do obdélníku pro podání nebo nepřeletělo síť
- míček dopadne dvakrát na zem, dříve než ho hráč odehraje
- hráč zahraje tzv. dvojdotek (při úderu se míčkem hráč úmyslně dvakrát dotkne rakety) nebo míč raketou nese
- hráč se dotkne míčkem objektu vně dvorce (např. stropu v hale)
- hráč se dotkne sítě (raketou či tělem v průběhu výměny)
- hráč odehraje míč na soupeřově straně dvorce

### Přestávky
Vždy při výměně stran (po každých dvou gamech, vyjma prvního gamu každého setu – pouze výměna stran) a na konci setu (bývá o něco delší).

### Hřiště a vybavení

Rozměry tenisového dvorce

#### Tenisový dvorec
Tenisový dvorec má obdélníkový tvar a rovný povrch. Tenisové hřiště je dlouhé 23,78 m a široké 8,23 m (pro čtyřhru je dvorec široký 10,97 m). Kurt je uprostřed rozdělen sítí zavěšenou ve výšce 0,914 m (měřeno uprostřed), na okraji kurtu má síť výšku 1,07 m. Při čtyřhře je pro hru využíváno postranní rozšíření kurtu.
Povrchy kurtu jsou různé, každý z nich umožňuje jinou rychlost a výšku odrazu míče a způsob pohybu hráčů a tím i mění styl hry. Čtyřmi nejběžnějšími typy povrchů jsou:
- antuka – nejčastěji červená (k vidění např. na French Open), zelená (hlavně v USA), modrá (v roce 2012 na turnaji v Madridu)
- tvrdý povrch – například beton, (Australian Open), beton potažený asfaltem (US Open),
- tráva – typická pro britský Wimbledon.
- tartan – tvrdý povrch

#### Tenisová raketa
Tenisová raketa musí být rovná a tvoří ji struny střídavě propletené nebo svázané a připojené k rámu rakety.
- Celková délka rakety nesmí být větší než 73,66 cm.
- Rám rakety nesmí mít celkovou šířku větší než 31,75 cm.
- Plocha výpletu nesmí mít celkovou délku větší než 39,37 cm a celkovou šířku větší než 29,21 cm.

#### Tenisový míč

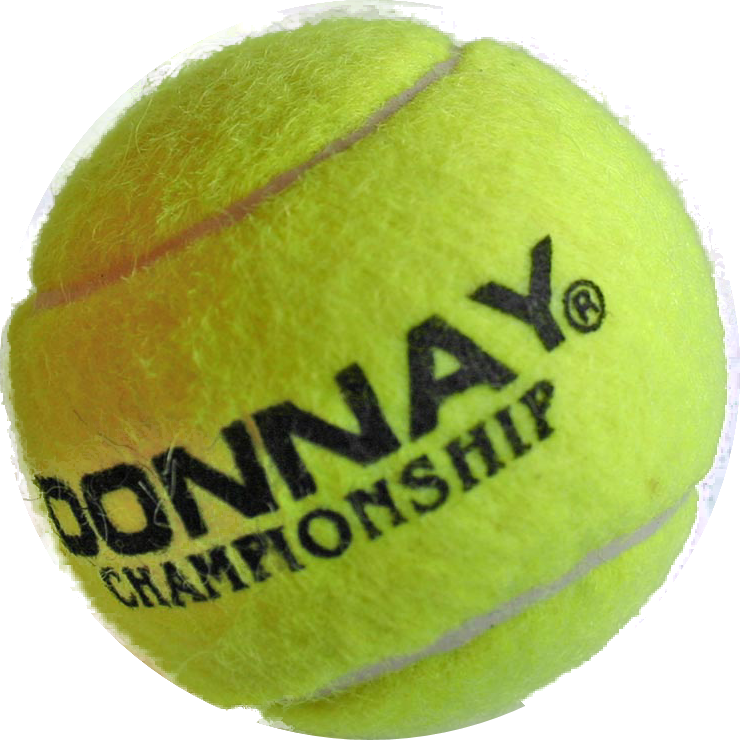
Tenisový míč

Míč musí mít vnější povrch všude stejný, sestávající z látkového potahu a žluté barvy. Má-li švy, musí být bez stehů.
- Správný míč by měl mít odskok vyšší než 1,35 m a nižší než 1,47 m, pustí-li se volně na betonový podklad z výše 2,54 m.
- Mohou se objevit i barevné tréninkové míče.

## Historie
Hra pochází ze středověké Francie, kde je doložena k roku 1275 pod názvem jeu de la chasse (hra na lov), protože napodobovala chytání ptáků do sítí. Provozovali ji zejména řeholníci pocházející z urozených rodin jako náhradu rytířských zábav. Míčem se trefovalo do branky, kterou hájila služebná strana (service side, proto se označuje podání slovem servis). Hrálo se na klášterních dvorech (francouzsky cour), odtud označení tenisového hřiště jako dvorec nebo kurt. Od 14. století se sport provozoval u královského dvora a v 15. století jsou zmiňovány v Anglii první zápasy profesionálů, na jejichž výsledky se sázely značné částky. Z hazardní hry pochází také dosud používané bodování tenisu: za vyhraný míč se vyplácelo patnáct sou a cílem hry bylo získat jich šedesát, tedy kopu. Počítalo se tedy 15:0, 30:0, 45:0 a celá hra. Pokud měli oba hráči 45 bodů, chyběly jim k vítězství dva míče (francouzsky deux), tento stav se označoval jako shoda (deuce). Nula se v tenise označuje jako love (láska), podle pořekadla, že kdo nevyhrál žádné peníze, tomu zbývá ještě láska. Později upadl původ tohoto bodování v zapomnění a číslo 45 bylo nahrazeno jednodušším 40.
Původně se hrálo holou dlaní, od 16. století se začaly používat rakety (ze starofrancouzského racachier, vracet míč). Ze stejného slovního základu pochází také fríský národní sport keatsen. Hra bez raket se udržela pod názvem jeu de paume. V devatenáctém století se objevila zjednodušená lidová varianta zvaná lawn tennis (trávníkový tenis), v níž byly původní branky nahrazeny základními čarami a která se rozšířila do celého světa, kdežto pro původní hru se používal název royal tennis (královský tenis) a později real tennis (skutečný tenis).
Roku 1592 byla v Paříži zaznamenána pravidla francouzské hry paume. Angličan Walter Clopton Wingfield se nechal těmito pravidly inspirovat, aby si roku 1875 nechal patentovat hru zvanou tenis. V červenci roku 1877 se ve Wimbledonu konalo první mistrovství. Další tři největší turnaje se konají v New Yorku (Flushing Meadows, od roku 1881), v australském Melbournu (1905) a v Paříži (Roland Garros, 1925). V olympijském programu byl tenis od roku 1896 do her v roce 1924. Poté byl vyřazen, aby se roku 1988 opět mezi olympijské sporty vrátil. Mezinárodní tenisová federace ILTF (od roku 1977 ITF) byla založena roku 1913.

## Grandslamové turnaje
- Wimbledon
- US Open
- French Open
- Australian Open

## Soutěže družstev
- Davis Cup
- Světový pohár družstev
- Fed Cup
- Hopmanův pohár
- Laver Cup

## Tenisové organizace
- ATP – Asociace tenisových profesionálů
- WTA – Ženská tenisová asociace
- ITF – Mezinárodní tenisová federace
- Český tenisový svaz